# Ducetia spina
Ducetia spina är en insektsart som beskrevs av Chang, Y.-l., R. Lu och F-m. Shi 2003. Ducetia spina ingår i släktet Ducetia och familjen vårtbitare. Inga underarter finns listade i Catalogue of Life.